# Clinopodium sericeum
Clinopodium sericeum (qoyal) es una planta de la familia Lamiaceae endémica de Ecuador y Perú. Es un subarbusto y crece principalmente en el bioma subtropical. Es utilizado en la medicina tradicional en forma de infusión para tratar malestares estomacales, indigestión y antigripales.

## Descripción
Clinopodium sericeum es un arbusto de 50 - 100 cm de altura con olor a menta flagrante. Las flores son de 3 a 4 cm de largo y con la punta roja.

## Taxonomía
Clinopodium sericeum fue descrita por Rafaël Herman Anna Govaerts y publicado en World Checklist of Seed Plants 3(1): 19 en 1999 (27 Jul 1999).
Etimología
Clinopodium: nombre genérico que deriva del latín clinopodion o del griego klinopodion. klino significa "cama" y podion significa "pie".
sericeum: epíteto latino que significa "de seda".

## Importancia económica y cultural
Clinopodium sericeum es utilizada en la medicina tradicional en forma de infusión para tratar malestares estomacales, indigestión y antigripales. También para reumatismo y golpes en la cabeza.

### Estudios farmacológicos
En un estudio publicado en 2021 se analizaron los principios activos en el aceite esencial extraído de las partes aéreas.  Las muestras se recolectaron en la comunidad de Chugur de la provincia de San Marcos, departamento de Cajamarca, Perú. Los constituyentes principales del aceite esencial encontrados fueron el monoterpeno sabinena (11.2%) y dos sesquiterpenos, b-cariofileno (13.8%) and germacreno-D (15%). Asimismo, se encontró un potencial antibacteriano, antioxidante y antitumoral débil.
En un estudio publicado en 2023 se realizó un análisis fitoquímico de cromatografía líquida asociada a la espectrometría de masas de alta resolución a partir del extracto etanólico de las partes aéreas de la planta. Se encontró el flavonol kaempferol y los siguientes ácidos salvianólicos: ácido salvianólico B, ácido litospérmico (m/z 537.1038), dos isómeros del ácido salvianólico A y dos isómeros del ácido salvianólico F. Este tipo de sustancias es muy importante debido a su efecto sobre la fibrosis celular (formación de cicatrices) en relación directa con el cáncer. El ácido salvianólico B es una sustancia particularmente importante debido a su efecto sobre las enfermedades neurodegenerativas.

## Nombre común
- goyal, quyal (en quechua)
- romerito de campo[8]
- romero de jalca[11]